# Japán színház
A hagyományos japán színház a modern európai színháztól teljesen függetlenül, évtizedekkel korábban alakult ki, ugyanakkor nagyon hasonlóan fejlődött. Fő műfajai közé a kabuki, a nó, a kjógen, valamint a bunraku tartozik.

## Tradicionális színház
Nó és kjogen
A korai kjógen forgatókönyvek a 14. századig nyúlnak vissza. A nó szünete között használták ezt, ami kapcsolódott a színdarabhoz.
A nót magas szintű osztálynak adták elő, de több alkalom is volt, amikor közös közönség előtt is előadták.
Nem úgy, mint a nó-nál, a szereplők nem hordtak maszkot, egészen a fizikai átváltozásig.
1450-ig a nők és férfiak egyaránt előadhattak.
Bunraku
A bunraku, vagyis a bábszínház, a 16. században jelent meg.
A bábok akár másfél méter magasak voltak, amelyeknek a lábát és kezét a bábjátékosok mozgattak a közönség előtt.
A bábjátékosok teljesen feketébe öltöztek, míg a bábu színes ruhát hordott.
A zenészek, a gésák kezéből jól ismert hagyományos samiszen gitáron játszanak, amelynek gyorsabb, néhol lassabb pengetésével festik alá a drámai mozzanatokat, érzelmeket, vagy éppen a hátteret teremtik meg a történéseknek, mint például az esőcseppek hangját.
Kabuki
Japánban a legjobban ismert színházi műfaj a kabuki. Gyakran "az éneklés és táncolás művészetének" fordítják.
Híre ment a vad jelmezeknek és a karddal való harcnak, ahol igazi kardokat használtak, egészen 1680-ig. Sokkolni akarták a közönséget még élénkebb történetekkel. Az első előadás 1603-ban volt.

## Modern színház Japánban
A külföldi művek fordítási és a modern japán darabok a 19. században jelentek meg.
A 20. századi japán modern drámát, az 1900-as években singeki jellemezte (kísérleti nyugati stílusú színház), ami azokat a naturalista és kortárs színjátékokat állította szembe, amik egyszerűsítve ábrázolták a nó és kabuki konvencióját.
Hógecu Simamura és Kaoru Oszanai voltak azok, akik befolyásolták a singeki fejlesztését.
A háború utáni időszakban volt egy nagy fellendülés az új drámai művekben, ami bevezette az új esztétikai elképzeléseket, s amik forradalmasították a hagyományos színházat.
A lélektani dráma a tragikus történelmi fejlődésre fókuszált. A tartalmak mindinkább összetettebbek, gyorsan haladnak előre és hátra egy időben, majd összekeverődött a valóság a fantáziával. A drámai szerkezet töredezett volt. A színész gyakran azért használt más maszkokat, hogy a különböző személyiségeket visszatürközze.
A drámaírók visszatértek, hogy a színpadi eszközöket közösen tökéletesítsék ötleteikkel, mint például alkalmazni egy olyan narrátort, aki használhatja az angol nyelvet a nemzetközi közönségnek.
Az 1980-as években a fő drámaírók közé tartozott Kara Dzsuko, Simizu Kunio és Becujaku Moniró, akik közeli kapcsolatban álltak meghatározott vállalatokkal. Ezzel szemben a független Murai Simako díjakat nyert számos munkájáért, amelyek a hiroshimai bombázással voltak kapcsolatosak, s ezeket sűrűn eljátszott egy vagy két színész. 1980-as években a rendezői képesség kifinomultabb volt, mint a korábbi háború után kísérleteknél, de a merész kritikai szellem hiányzott.
So-Gekidzso
Az 1980-as években ösztönözték a so-gekidzso létrejöttét, vagyis a kis színházat. Itt általában az amatőr színjátszó társulatok voltak kijelölve arra, hogy darabokat adjanak elő bárkinek - nem feltétlenül jelentőségteljes darabokat, hisz ők csak szórakoztattak.
A filozófiai drámaírók közül még ma is aktív Noda Hideki, Sódzsi Kókami és Keralino Sandorovich.
A népszerű so-gekidzso színházi társulatok közé tartozott a Nylon 100, Gekidan Shinkansen, Tokyo Sunshine Boys, és a Halaholo Shangrila.
Mostanában a so-gekidzso művészek új generációja van kialakulóban, akiket "Az évtized elveszett generációja" vagy a "2000-es évek generációja"-ként hívtak. A legelsők között van jelen ebben a generációban Tosiki Okada, Siro Maeda, Kuro Tanino, Daiszuke Mimura, Tomohiro Maekava és így tovább.

## Nyugati stílusú színdarabok Japánban
Sok nyugati színdarabot játszottak Tokióban, kezdve az ókori görög színháztól William Shakespeare-ig és Fjodor Mihajlovics Dosztojevszkijtől Samuel Beckettig. Az előadások száma elérte a 3000-et minden évben, így Tokió a világ egyik színházi előadások központja lett.
A japán kortárs színház alatt az Európából, főként Oroszországból és Németországból importált új, nyugati típusú színház Japánban történő továbbfejlődését értik. Ez ma már teljesen elszakadt európai ősétől, Japánban pedig nincs egy ortodox, egy mindenki által elfogadott irányzata.
Ennek is köszönhető, hogy Tokióban van a legtöbb színházi premier a világon. Egy-egy darab csak rövid életű.
Japánban (is) nagyon nehéz csupán a színház világából megélni, így a legtöbb színész TV szerepléseket, filmszerepeket és más műfajban történő önkifejezést is vállal. Kérdéses tehát, hogy mennyire van vagy lesz jövője a japán kortárs színháznak.